# Mairena del Aljarafe
Mairena del Aljarafe è un comune spagnolo di 40 700 abitanti situato nella comunità autonoma dell'Andalusia.